# Woo Hye-lim
Woo Hye-lim (우혜림?, 禹惠林?, U Hye-rimLR, U Hye-rimMR; Seul, 1º settembre 1992) è una cantante, modella e chitarrista sudcoreana, membro del gruppo musicale Wonder Girls.

## Biografia
Woo Hye-lim è nata il 1º settembre 1992 a Seul, in Corea del Sud. Ha vissuto la propria adolescenza ad Hong Kong, per quattordici anni: parla coreano ed inglese ed è fluente in cantonese e cinese. Inizialmente, Woo Hye-lim era in procinto di debuttare come membro di una girl band. Nel corso dell'allenamento del gruppo, quest'ultimo si è recato in Cina dove ha effettuato diverse apparizioni televisive per iniziare a promuovere la girl band al pubblico cinese. Non avendo al periodo ancora un nome ufficiale, il gruppo è divenuto noto come JYP Sisters o semplicemente Sisters (시스터즈). Sono state pubblicizzate dall'etichetta anche come le "Wonder Girls cinesi". Tuttavia, ancora prima del debutto ufficiale, due dei cinque membri del gruppo si sono ritirati, lasciando solamente un trio composto da Lim, Jia e Fei. Il trio non ha mai compiuto il proprio debutto e ogni membro ha così intrapreso strade differenti, rimanendo comunque all'interno della JYP Entertainment.
Il 22 gennaio 2010 si è unita alle Wonder Girls, sostituendo Sunmi che aveva deciso di interrompere temporaneamente la propria carriera musicale.
Nonostante le JYP Sisters non abbiano mai esordito come gruppo, Woo Hye-lim è rimasta in contatto con Jia e Fei, che sono divenute componenti di un'altra girl band della JYP Entertainment, le miss A.

## Carriera

### 2010–presente: Wonder Girls
Nel 2010 Woo Hye-lim fece il proprio debutto come membro delle Wonder Girls, gruppo musicale sotto contratto con la JYP Entertainment, sostituendo l'ex componente Sunmi, che aveva deciso di interrompere la sua carriera musicale per poter proseguire i propri studi. Woo Hye-lim esordì in occasione del singolo "2 Different Tears", assumendo il ruolo di cantante e sub-rapper del gruppo. Dal 2013 il gruppo andò temporaneamente in pausa.
Il 24 giugno 2015 la JYP Entertainment annunciò il ritorno come quartetto delle Wonder Girls, previsto per il mese di agosto, dopo una pausa di tre anni. Il gruppo vide inoltre gli abbandoni dei membri originali Sunye, che abbandonò la carriera musicale dopo la sua maternità, e Sohee, che lasciò il gruppo per focalizzarsi sulla propria carriera da attrice. L'agenzia rivelò inoltre che il gruppo non sarebbe tornato come girl band, ma piuttosto come gruppo musicale vero e proprio, dichiarando inoltre che Woo Hye-lim avrebbe assunto il ruolo di chitarrista.

### Conduzione radiofonica
Nel 2013 Woo Hye-lim condusse il programma radiofonico della EBS English Go Go!.

### Conduzione televisiva
Dal 26 agosto 2013 Woo Hye-lim iniziò a condurre la trasmissione televisiva della Arirang TV Pops in Seoul. Condusse tale programma sino al 10 marzo 2014.

## Discografia
Per le opere con le Wonder Girls, si veda Discografia delle Wonder Girls.

### Collaborazioni
- 2012 - Act Cool (con San E)
- 2014 - Iron Girl (con Ha:tfelt)